# Kispesti Helytörténeti Gyűjtemény
Koordináták: é. sz. 47° 27′ 14″, k. h. 19° 08′ 38″47.454014°N 19.143794°E

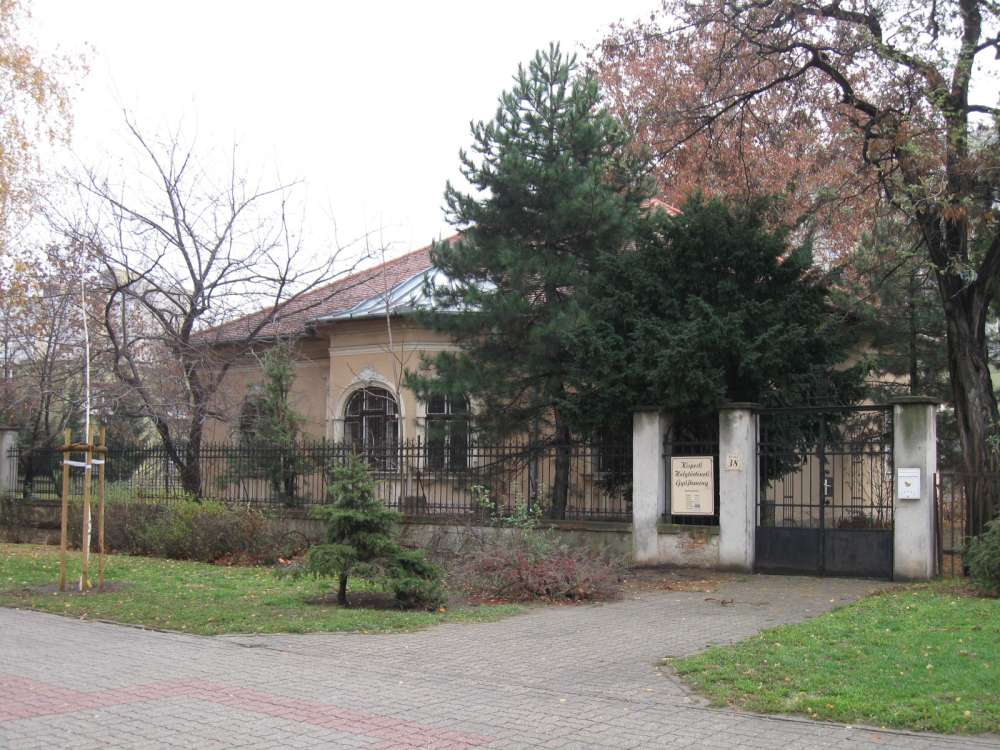
A Kispesti Helytörténeti Gyűjtemény épülete

Kispesti Helytörténeti Gyűjtemény (1191 Budapest, Csokonai u. 9. sz., alapítás: 1958)
A múzeum helytörténeti gyűjtemény.

## Története
1935-ben polgármesteri rendelet intézkedett arról, hogy Kispest történetének írásos és tárgyi emlékeit összegyűjtsék és megőrizzék az utókor számára. 1938-ban   Kispest város munkatervében, 1940-től költségvetésében is szerepel a múzeum létrehozása. A város kulturális koncepciója szerint a Kossuth téren épült volna fel a múzeum, színházteremmel, hangversenyteremmel együtt. A település történetének emlékeit leltárba vették 1943-ból fennmaradt leltárkönyv tanúsága szerint 720 tételt regisztráltak.  
1950-től, bár számos hivatalos terv készült arra, hogy megfelelő körülményeket biztosítsanak a helytörténeti gyűjtemény számára, azonban ez a kérdés sokáig a helyi nevelők, lokálpatrióták ügye maradt. Benyó Márta tanárnő lelkes, fáradhatatlan, szívós munkával tartotta életben a helytörténeti kutatás ügyét. A gyűjtemény anyaga adományok útján gyarapodott, melyet időről időre bemutattak a kerület lakosainak.  
A gyűjteményben fellelhetőek a Kispest történetére vonatkozó legfontosabb forrásmunkák, korabeli újságok, aprónyomtatványok, levelezőlapok, fényképek, térképek, képzőművészeti, iparművészeti alkotások. Nem szűkölködik a gyűjtemény olyan emlékekben sem, melyek az életmódkutatást segítik. Tárgyi anyaga, jelentősnek mondható.  
A Kispesti Helytörténeti Gyűjtemény fontosnak tartja, hogy a nyugat-európai kismúzeumok trendjéhez igazodva, tematikus gyűjteményét egy nagyobb volumenű profillal egészítse ki. A gyűjtő munka középpontjába a kerület életét egykor meghatározó, azóta megszűnt ipari üzemek anyagának felkutatása, megőrzése került. Az egykori Porcellán- Kőedény- és Kályhagyár, azaz a Gránit,  a magyar kerámia- és porcelángyártás történetében meghatározó jelentőséggel bír. Kispesti Helytörténeti Gyűjtemény célja, hogy a közismertebb háztartási, használati tárgyak mellett felkutassa a gyár termékeinek korai időszakából származó, figurális és díszműtárgyait, hogy kutathassa és felhívhassa figyelmet a kevéssé ismert, ám annál jellemzőbb magas-művészeti alkotásaira.   
A Kispesti Helytörténeti Gyűjtemény állandó kiállítása mellett időszaki kiállítások rendezésével, helytörténeti kiadványok megjelentetésével vetélkedők támogatásával segíti a lakóhelyhez kötödést. A gyűjtemény szakmai munkájának keretében segítséget nyújt a helytörténeti kutatóknak, főiskolásoknak, egyetemistáknak, szakdolgozatuk elkészítéséhez. Széles kapcsolatai vannak más kerületi helytörténeti gyűjteményekkel, galériákkal.
A Kispesti Helytörténeti Gyűjtemény hagyományaihoz híven gondozza, megőrzi és ápolja a kerületben egykor élt kiemelkedő képzőművészeinek hagyatékát és emlékét. Képzőművészeti kiállításaival támogatja az itt élő, alkotó képzőművészeket 
A Kispesti Helytörténeti Gyűjtemény 2004 óta történeti kiállításai mellett a Nagy Balogh János Kiállítóterem kiállításait is szervezi és rendezi. Célunk hogy a helytörténet képzőművészeti vonulatát (XX. századi és kortárs művészet) megismertessük és bemutassuk. 
Kispest község 1873-ban alakult meg a volt Grassalkovich-birtokon és 1922-ben kapott városi rangot 1950-től Budapest XIX. kerülete. 

## A múzeum állandó kiállítása
Pillanat képek Kispest múltjából
A mindennapi élet fotókon és enteriőrökön 1873–1970. 

## Múzeumi kiállítóhely

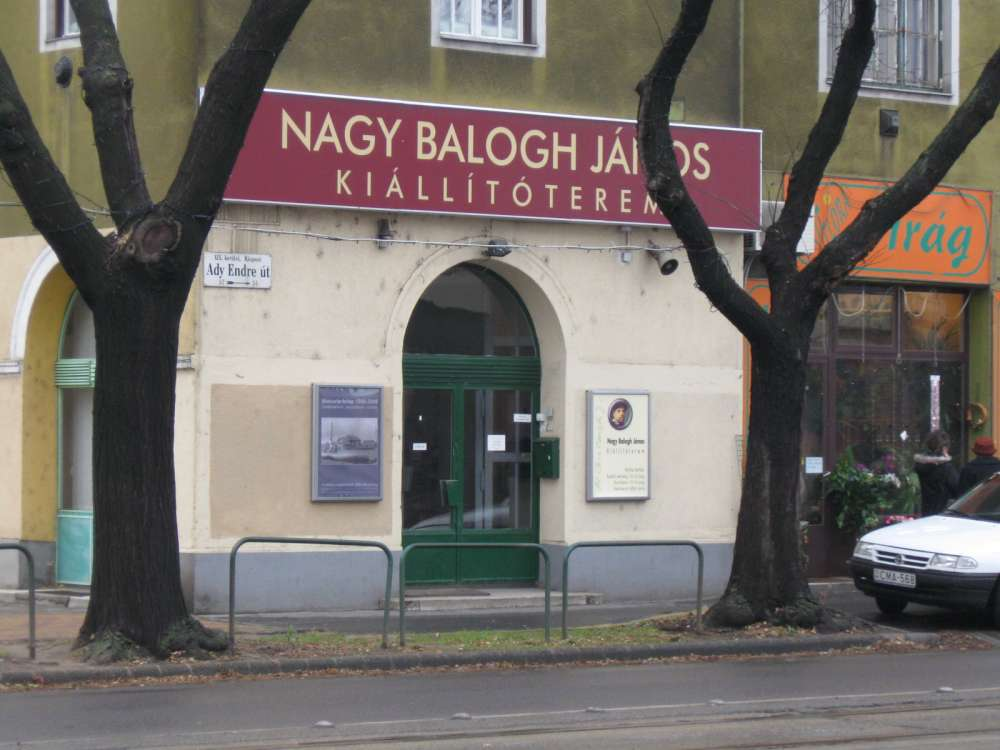
A Nagy Balogh János Kiállítóterem

Nagy Balogh János Kiállítóterem (Budapest, XIX. Ady Endre út 57., Templom tér sarok)